# Tweet Dream/Sparkle
「Tweet Dream/Sparkle」（ツイート・ドリーム/スパークル）は、Fairiesの4thシングル。2012年7月25日にSONIC GROOVEから発売された。

## 概要
両A面である。
「Tweet Dream」はタイトル通り、Twitterをテーマに恋心を描いたナンバーである。これに合わせ、メンバー7人それぞれがTwitterを開始し、連動企画も行われた。同曲はメンバーの伊藤萌々香が出演する早稲田アカデミー「サッカー2012」篇のCMソングに起用されている。

## 販売形態
以下の5形態で発売。
- AVCD-16276：CD+DVD
- AVCD-16277：CD

イベント開場限定
- AVC1-16278：CD+ノート&下敷き

mu-moショップ限定
- AVC1-16279：ピクチャーレーベルCD+握手会参加券
- AVC1-16280：ピクチャーレーベルCD7枚（7種）セット+スリーブケース+握手会参加券

## 収録曲

### CD+DVD盤
CD
1. Tweet Dream
作詞：shungo.、作曲・編曲：Spring Muffin
2. Sparkle
作詞：Miho Karasawa、作曲・編曲：Spring Muffin[4]
3. Tweet Dream（Instrumental）
4. Sparkle（Instrumental）

DVD
1. Tweet Dream MUSIC VIDEO
2. Sparkle MUSIC VIDEO
3. Sparkle (Dance Edition)［特典映像］

### CDのみ盤
1. Tweet Dream
2. Sparkle
3. Tweet Dream（Instrumental）
4. Sparkle（Instrumental）

### 限定盤
1. Tweet Dream
2. Sparkle

## イベント
4thシングル「Tweet Dream/Sparkle」リリースイベント
- 2012年7月24日：ラゾーナ川崎プラザ
- 2012年7月25日：サンシャインシティ アルパ
- 2012年7月26日：ららぽーと柏の葉
- 2012年7月27日：LALAガーデンつくば
- 2012年7月28日・29日：東京ドームシティ ラクーアガーデンステージ
- 2012年8月11日：イオンモール土浦
- 2012年8月12日：イオンモール銚子
- 2012年8月18日：イオンモール太田